# Pierre Charles Comte
Pierre Charles Comte, född 1823 , död 1898, var en fransk målare.
Comte utbildades vid Lyons akademi. Han var senare lärjunge till Robert Fleury, och fortsatte dennes historiska genremåleri. Efter sin debut 1848 utställde han regelbundet på salongen, och är bland annat representerad på Luxembourgmuseet.